# Алексеевский (Верхнедонской район)
Алексе́евский — хутор в Верхнедонском районе Ростовской области.
Входит в состав Мешковского сельского поселения.

## История
В историю церковного строительства хутора вошёл Николай Иванович Батырев, сведения о котором находятся в клировых ведомостях Успенской церкви хутора Алексеевского (до 1908 года — Колодезного) Мигулинской станицы Донецкого округа. Он построил в 1896 году образцовую церковно-приходскую и второклассную учительскую школы в хуторе Колодезном.
В 1881 году Николай Иванович был церковным старостой и жертвователем церкви женской гимназии станицы Усть-Медведицкой. В 1894 году он принял участие в достройке Успенской церкви хутора Колодезного.

## Население
| 1989 | 2002 | 2010 |
| ---- | ---- | ---- |
| 497  | ↘328 | ↘300 |

## Улицы
- ул. Молодёжная,
- ул. Московская,
- ул. Нижняя,
- ул. Центральная,
- ул. Школьная.

## Успенская церковь
До постройки собственной церкви хутор Колодезный входил в приход Покровской церкви (построена в 1857 году) хутора Мешкова (ныне станица Мешковская).
В 1891 году в хуторе по инициативе жителей началось строительство Успенской церкви. Почти сразу после начала работ стало ощущаться отсутствие средств, и строительство было остановлено. В 1894 году на помощь хуторянам пришёл Николай Иванович Батырев, предложивший достроить церковь на собственные средства. Чтобы обеспечить ему возвращение затраченной суммы, прихожане должны были «из своего довольствия вырезать землю до 1000 дес. и передать в полное пользование гражданина Батырева на неопредёленное время, пока не окупится вся стоимость церкви».
Осенью 1894 года в принадлежавшем Батыреву доме открылся временный молитвенный дом с самостоятельным причтом, освящённый 21 ноября этого же года. После открытия молитвенного дома казаки засомневались в правильности своего решения, так как им не хотелось отдавать Николаю Батыреву землю. По причине постоянных тяжб строительство храма удалось закончить только в 1911 году. Иконостас для него был заказан в Москве. Престолы в честь Успения Пресвятой Богородицы и преподобного Серафима Саровского были освящены 14 и 15 августа 1911 года Преосвященным Гермогеном, епископом Аксайским, викарием Донской епархии. Престол во имя Архистратига Михаила освятил 16 августа ключарь новочеркасского Вознесенского войскового собора, будущий епископ и священномученик, в то время протоиерей Захария (Лобов).

## Археология
Территория Ростовской области была заселена ещё в эпоху неолита. Люди, живущие на древних стоянках и поселениях у рек, занимались в основном собирательством и рыболовством. Степь для скотоводов всех времён была бескрайним пастбищем для домашнего рогатого скота. От тех времен осталось множество курганов с захоронениями жителей этих мест. Курганы и курганные группы находятся на государственной охране.
Поблизости от территории хутора Алексеевского Верхнедонского района расположено несколько достопримечательностей — памятников археологии. Они охраняются в соответствии с Федеральным законом от 25.06.2002 N 73-ФЗ «Об объектах культурного наследия (памятниках истории и культуры) народов Российской Федерации», Областным законом от 22.10.2004 N 178-ЗС «Об объектах культурного наследия (памятниках истории и культуры) в Ростовской области», Постановлением Главы администрации РО от 21.02.97 N 51 о принятии на государственную охрану памятников истории и культуры Ростовской области и мерах по их охране и др.
- Курган «Петров». Находится на расстоянии около 500 метров к западу от хутора Алексеевского.
- Курган «Средний I». Находится на расстоянии около 3,0 км к северо-западу от хутора Алексеевского.
- Курганная группа «Средний II» (2 кургана). Находится на расстоянии около 3,25 км к северо-западу от хутора Алексеевского.
- Курган «Средний III». Находится на расстоянии около 2,6 км к северо-западу от хутора Алексеевского.
- Курган «Николин Яр». Находится на расстоянии около 1,0 км к юго-западу от хутора Алексеевского[7].